# Мария Павловна (1890—1958)
Мари́я Па́вловна (6 [18] апреля 1890, Санкт-Петербург — 13 декабря 1958[…], Констанц) — великая княжна, дочь великого князя Павла Александровича и греческой принцессы Александры Георгиевны. Внучка Александра II по отцовской линии и праправнучка Николая I по материнской линии (через свою бабку королеву Ольгу Константиновну Греческую).

## Биография

### Детство
Родилась 6 [18] апреля 1890 года в Санкт-Петербурге во дворце на Английской набережной, 68 (бывший особняк барона Штиглица) и была первым ребёнком в семье великого князя Павла Александровича и греческой принцессы Александры Георгиевны. Названа в честь бабушки императрицы Марии Александровны, которую обожал её отец.
Крещена в православие в Большой церкви Зимнего дворца.
В полуторагодовалом возрасте потеряла мать, когда Александра Георгиевна скоропостижно скончалась 12 (24) сентября 1891 года во время преждевременных родов в подмосковной усадьбе Ильинское, где семья находилась в гостях у великого князя Сергея Александровича.
Вместе со своим младшим братом Дмитрием Павловичем воспитывалась английскими нянями Нэнни Фрай и Лиззи Гроув. Воспитание проходило на английском языке и до шести лет девочка не говорила по-русски, общаясь с отцом лишь дважды в день. Позднее воспитанием девочки занималась гувернантка Элен. Периоды рождественских праздников дети проводили в Москве, в кругу великого князя Сергея Александровича и его супруги Елизаветы Фёдоровны.
14 (26) мая 1896 года Мария Павловна присутствовала в Москве на торжествах по случаю коронации императора Николая II в Московском Кремле, а летом 1897 года осуществила вместе с братом первое заграничное путешествие в Великобританию и Францию (Сен-Жан-де-Люз). Осень и весну семья провела в Царском Селе, где дети общались со своими кузинами — детьми императора Ольгой и Татьяной, а лето 1898 года прошло в турне по Германии (Бад-Кройцнах).

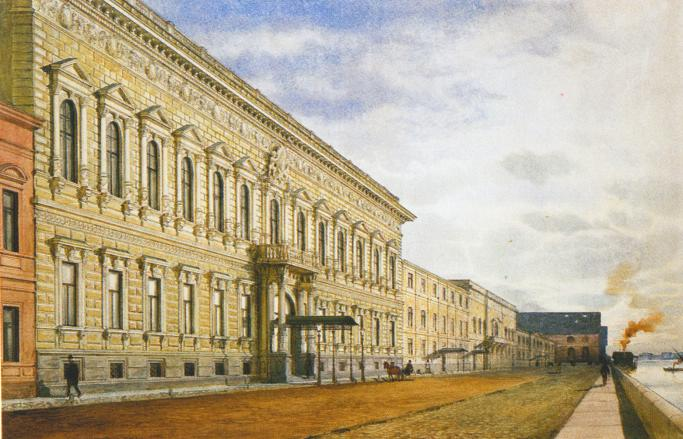
Дворец Павла Александровича (Английская набережная, 68)

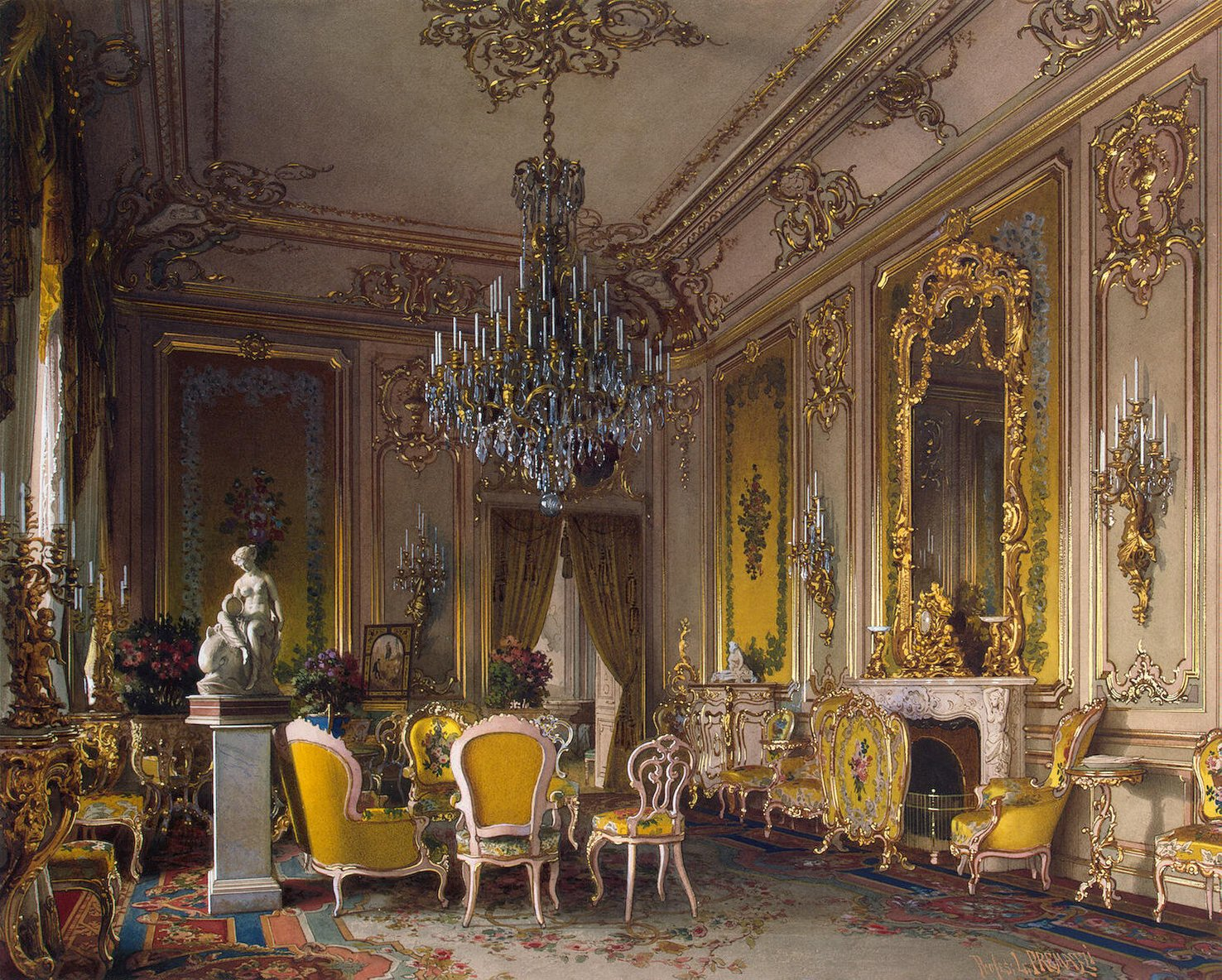
Интерьер дворца

Осенью 1898 года девочку переселили из детских апартаментов в комнаты её покойной матери на втором этаже дворца. В это же время, в качестве воспитательной меры, начались её первые посещения петербургских больниц Красного Креста.
29 августа 1902 года в Царском Селе Мария впервые участвовала в официальной церемонии бракосочетания греческого принца Николая с великой княжной Еленой Владимировной в связи с чем для девочки было пошито первое придворное платье из голубого атласа в русском стиле.
С 1895 года отец Марии великий князь Павел Александрович вступил в отношения с замужней Ольгой фон Пистолькорс, у которой от него 9 января 1897 года родился первый сын Владимир, что в свою очередь привело к её разводу с первым мужем. 10 октября 1902 года, обвенчавшись в Ливорно с Ольгой фон Пистолькорс, Павел Александрович вступил с ней в морганатический брак в связи с чем в Риме великий князь Сергей Александрович огласил вердикт Николая II, по которому князь лишался всех привилегий и официальных источников доходов; ему запрещалось возвращение в Россию, а опекунами детей от первого брака становились великий князь Сергей Александрович и его супруга Елизавета Фёдоровна. Осенью 1902 года Мария и её брат Дмитрий были перевезены из Санкт-Петербурга в Москву.
После убийства Сергея Александровича, большую заботу о кузенах проявлял император Николай II. Мария и Дмитрий были частыми гостями царя, о чём свидетельствуют дневниковые записи Дмитрия Павловича: «Завтракали у д. Ники и т. Аликс, там завтракал Нирод и морской министр».

### Первое замужество

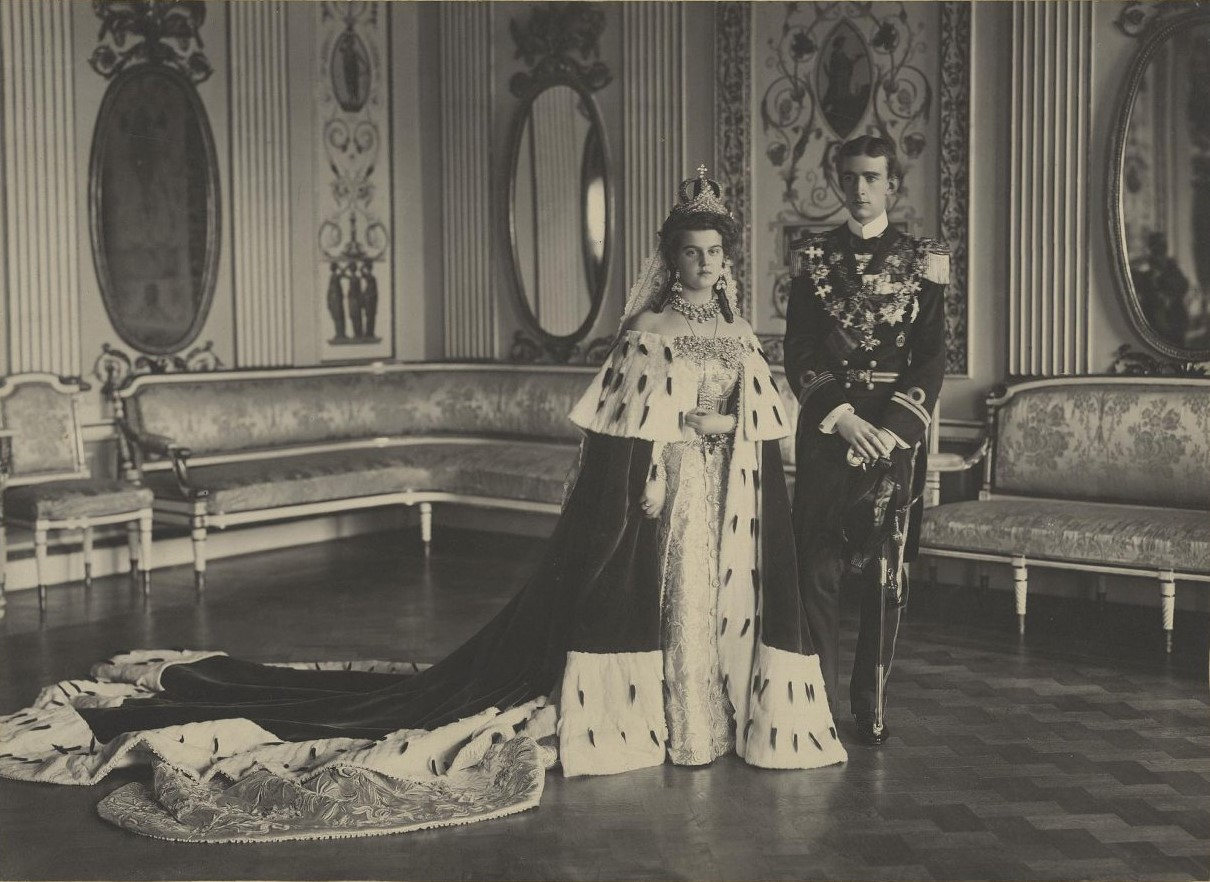
Свадьба Вел.княгини Марии Павловны и шведского принца, 1908 год

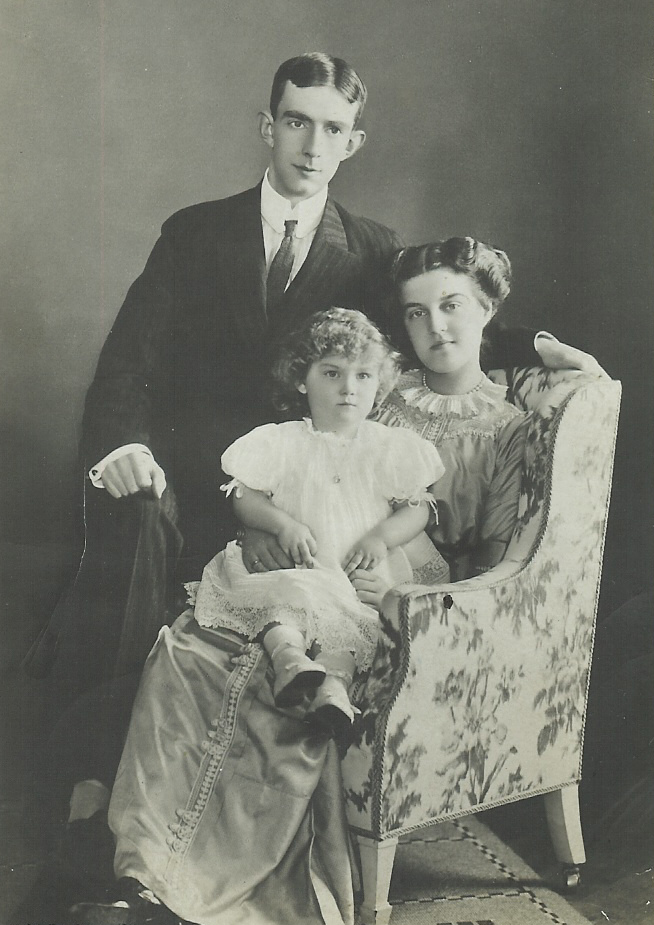
Мария с мужем Вильгельмом и сыном Леннартом, 1911 год

В 1908 году Мария Павловна была выдана замуж за шведского принца Вильгельма, герцога Сёдерманландского (1884—1965), второго сына Густава V. Брак был заключён по политическим и династическим соображениям, тёплых чувств молодожёны друг к другу не испытывали. Через год в браке родился ребёнок — сын Леннарт (1909—2004).
В 1913 году покинула супруга и вернулась в Россию, оставив сына в Швеции. Брак был официально расторгнут годом позже. Мария Павловна говорила о гомосексуальности Вильгельма, однако никаких подтверждений этому нет, а вскоре после развода он вступил в близкие отношения с другой женщиной.
В годы Первой мировой войны Мария окончила курсы сестёр милосердия и работала на фронте. Мария всегда была близка с младшим братом Дмитрием и после убийства Распутина в числе других родственников царя просила о смягчении наказания великого князя.

### Второе замужество
6 (19) сентября 1917 года вышла замуж за Сергея Михайловича Путятина, сына царедворца Михаила Путятина. Когда произошла Октябрьская революция, Мария уже была беременна и не могла уехать. 15 июня 1918 года в Павловске родила сына Романа и, оставив ребёнка на попечение свекрови, уехала с мужем в Румынию (где её приютил король), а затем в Париж. 29 июля 1919 года в Бухаресте от кишечного заболевания умер её сын. В 1923 году супруги развелись.
В эмиграции Мария некоторое время занималась изготовлением вышивки и кружев, заведовала кооперативом по их производству, работала фотографом для журналов мод; жила в Германии, Швеции, Испании.

### Последние годы
До самой смерти брата Дмитрия поддерживала с ним тёплые отношения. Около 12 лет прожила в США, где написала книгу мемуаров, имевшую большой успех, затем уехала в Аргентину. 
После Второй мировой войны вернулась в Европу, жила вместе с сыном в унаследованном им в 1922 году от отца имении на острове Майнау в Боденском озере.
Мария Павловна умерла 13 декабря 1958 года в Констанце (Западная Германия) от пневмонии. Похоронена была на острове Майнау рядом с братом.